# John Beasley
John Beasley, född 26 juni 1943 i Omaha i Nebraska, död 30 maj 2023 i Omaha i Nebraska, var en amerikansk skådespelare.

## Bakgrund och karriär
Beasley föddes i Omaha i Nebraska. Han arbetade först på järnvägsföretaget Union Pacific Railroad och började inte arbeta som skådespelare förrän han var i mitten av fyrtioårsåldern. Han etablerade sedan John Beasley Theater and Workshop i södra delen av Omaha, där han arbetade i nästan ett dussin år.
Beasley har bland annat spelat rollen som General Lasseter i spionthrillerfilmen The Sum of All Fears, och pastorn C. Charles Blackwell i dramafilmen Aposteln. År 1992 spelade han även rollen som Jesse och Terry Halls pappa, Mr. Hall, i dramakomedifilmen Mästarna. Han medverkade också i nyinspelningen av den biografiska actionfilmen Sheriffen rensar stan år 2004.
Beasley hade många gästroller inom TV, och medverkade dessutom i flera TV-filmer. Hans mest framträdande TV-roll var som Irv Harper i serien Everwood. Han medverkade också i sitcomserien The Soul Man, vars femte och sista säsong sändes under år 2016. Beasley har i en intervju sagt att om han inte hade tagit sig hela vägen till Broadway, så hade han fortfarande haft en framgångsrik karriär.

## Privatliv och död
Beasley var fram till sin död gift med hustrun Judy Beasley. Makarna, som var gifta i nästan sextio år, fick två söner, samt sex barnbarn. Ett av barnbarnen är den professionella basketspelaren Malik Beasley, som spelar för den Milwaukeebaserade klubben Milwaukee Bucks.
John Beasley dog på ett sjukhus hemma i Omaha i Nebraska den 30 maj 2023, 79 år gammal.

## Filmografi (i urval)

### Filmer
- 1991 – V.I. Warshawski - kvinna med rätt att döda
- 1992 – Mästarna
- 1993 – Rudy
- 1993 – Hans vilda hjärta
- 1994 – Little Big League
- 1996 – Den hårda skolan
- 1997 – Aposteln
- 1999 – Generalens dotter
- 1999 – Crazy in Alabama
- 2000 – Disappearing Acts
- 2000 – The Gift
- 2002 – The Sum of All Fears
- 2004 – Walking Tall
- 2014 – The Purge: Anarchy
- 2015 – I'll See You in My Dreams
- 2015 – Sinister 2
- 2019 – The Turkey Bowl
- 2020 – Spell
- 2022 – Eldfödd

### TV-serier
- 1998 – Early Edition (TV-serie)
- 1999 – Millennium (TV-serie)
- 2000 – Vem dömer Amy? (TV-serie) (även 2003)
- 2000–2001 – CSI: Crime Scene Investigation (TV-serie)
- 2002–2006 – Everwood (TV-serie)
- 2006 – The Lost Room (TV-serie)
- 2007 – NCIS (TV-serie)
- 2007 – Boston Legal (TV-serie)
- 2010 – CSI: Miami (TV-serie)
- 2011 – Harry's Law (TV-serie)
- 2011 – Detroit 1-8-7 (TV-serie)
- 2011 – Treme (TV-serie)
- 2012–2016 – The Soul Man (TV-serie)
- 2017 – Shots Fired (TV-serie)
- 2018 – The Resident (TV-serie)
- 2019 – The Mandalorian (TV-serie)
- 2021 – Your Honor (TV-serie)